# Carabodes breviclava
Carabodes breviclava är en kvalsterart som beskrevs av Aoki 1970. Carabodes breviclava ingår i släktet Carabodes och familjen Carabodidae. Inga underarter finns listade.